# Balkanton

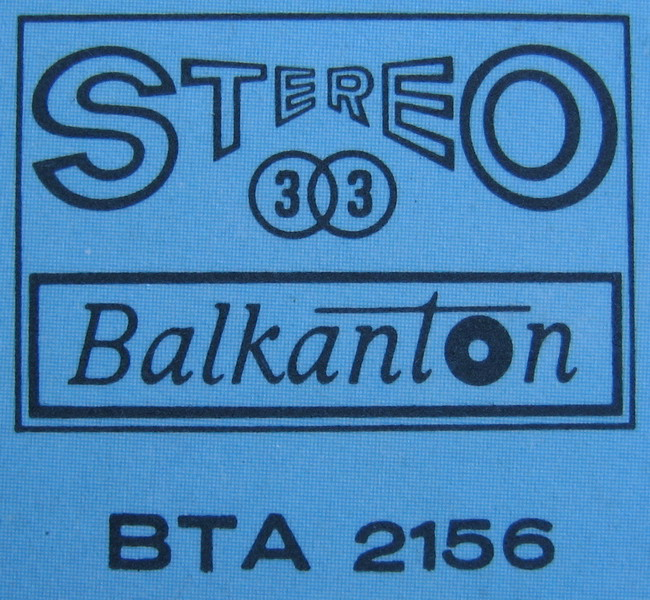
Firmenlogo

Balkanton ist ein bulgarisches Schallplattenlabel. Es wurde 1952 in Sofia als staatliches Label gegründet.

## Geschichte
Balkantons Fabrik war für alle Aspekte der Schallplattenproduktion ausgerüstet, von Aufnahme und Mastering, über Pressen der Vinyl-Schallplatten, bis zum Drucken der Cover. Mehrkanal-Tonaufnahme wurde 1972 mit in England gekaufter Ausrüstung eingeführt. 1982 erhielt Balkanton seine eigene digitale Aufnahme-Ausrüstung. Mitte der 80er Jahre erreichte die Produktion 9 Millionen Stück. Hergestellt wurden hauptsächlich Vinyl-Schallplatten, seit 1980 aber auch Kassetten. Die erste CD unter dem Label Balkanton kam 1988 heraus und wurde sowohl in Bulgarien als auch in Deutschland und Österreich vertrieben. Als einziger Schallplattenhersteller im Land baute Balkanton über die Jahrzehnte eine reiche Audiosammlung auf, mit Aufnahmen bulgarischer und internationaler Künstler in einer Vielfalt von Genres – klassische Musik, Volksmusik, Unterhaltungsmusik, Pop, aber auch Theater, Dichtung und mehr. In den 90er Jahren wurde das Label mehrmals umorganisiert, bis es schließlich 1999 privatisiert wurde.
Viele der hergestellten Schallplatten waren oder sind noch in den Ländern des ehemaligen Ostblocks erhältlich.

## Gegenwart
Die UNESCO-Konferenz von 2008 in Sofia behandelte unter anderem Balkanton und den Gegenstand von immateriellem Kulturerbe. Gegenwärtig gibt Balkanton einige seiner alten Aufnahmen im digitalen Format heraus und ist in Verhandlungen mit Digitalvertreibern wie Amazon, Spotify, Napster, 7digital und anderen.